# 用户驻地设备
用户驻地设备（英語：Customer-premises equipment，缩写CPE）指位于用户端的与电信运营商对接服务的网络终端设备。CPE包括：用户自己的電話機、服务器、主机，以及路由器、交换机、防火墙、Wi-Fi等LAN设备，和ISP负责安装的WAN设备，例如CSU/DSU、调制解调器等。。2015年第二季度，全球CPE市场收入约29亿美元。